# Kazbiek Kiłow
Kazbiek Arsenowicz Kiłow (ros. Казбек Арсенович Килов; biał. Казбек Арсенавіч Кілоў; ur. 23 stycznia 1992) – rosyjski, a od 2010 roku białoruski zapaśnik walczący w stylu klasycznym. Piąty na mistrzostwach świata w 2017. Brązowy medalista mistrzostw Europy w 2017. Zajął 29 miejsce na igrzyskach europejskich w 2015. 
Mistrz świata juniorów i wicemistrz Europy w 2012 i U-23 w 2015 roku. Medalista mistrzostw Rosji juniorów i kadetów.